# K리그 우선 지명 제도
K리그 우선 지명 제도는 K리그 구단들이 신인 선수들을 뽑는 방법 중 하나로 클럽의 산하 유소년 선수들에게 우선적으로 권한을 행사할 수 있게 하는 제도이다.
대한민국 프로 축구 리그인 K리그가 신인 선수들을 뽑는 방법은 크게 두 가지로 나뉜다. 일반 대학 선수들이나 고교 선수들을 대상으로 하는 K리그 자유 선발과 각 구단의 산하 유스팀을 대상으로 진행하는 우선 지명이다.
우선 지명은 K리그의 각 구단들이 매년 9월까지 본인 산하의 유소년 선수들에게 시행할 수 있으며, 그 구단은 구단의 유스팀을 졸업하게 되는 선수들을 대상으로  3년간 다른 구단보다 우선적으로 해당 선수를 영엽할 
수 있는 권한을 갖게 된다.
우선지명을 받은 대부분의 선수들은 대학에 진학해 각 대학 축구부에 들어가서 활약하게 된다. 이후 대학에서의 활약에 따라서 구단은 해당 선수에게 우선지명권을 행사할지의 여부를 판단하게 된다.

## 연도별 우선지명자 수
| 시즌 | 총 선수 수 | 참고 |
| ---- | ---------- | ---- |
| 2019 | 134        |      |
| 2020 | 예시       | 예시 |
| 2021 | 예시       | 예시 |
| 2022 | 예시       | 예시 |
| 2023 | 152        | 예시 |
| 2024 | 158        | 예시 |
| 2025 | 예시       | 예시 |

## 참고 문헌
- “강상윤·김지수 등 152명, 2023시즌 K리그 구단별 우선지명”.